# بلیوو (میشیگان)
بلیوو (به انگلیسی: Bellevue) یک روستا در ایالات متحده آمریکا است که در شهرستان ایتون، میشیگان واقع شده‌است. بلیوو ۲٫۸۳ کیلومتر مربع مساحت و ۱٬۲۸۲ نفر جمعیت دارد و ۲۶۳ متر بالاتر از سطح دریا واقع شده‌است.